# Eddy Gaytán
Eddy Gaytán fue el seudónimo artístico de Dionisio Tomás Gaitán (Santa Fe, 30 de junio de 1929 - La Habana, 14 de septiembre de 1999)
fue un acordeonista, organista, compositor, director de orquesta, pianista, productor musical y arreglista argentino-cubano.
Durante los años sesenta y setenta produjo discos para las discográficas EGREM y Areíto.

## Síntesis biográfica

### Inicios en Argentina
Estudió en su ciudad natal con los profesores Juan D’Ángelo y Atilio Roca. Aprendió dirección orquestal con Ernesto del Puerto. Se mudó a Buenos Aires, donde integró como acordeonista las orquestas de Vicente Saturnini, las de los trompetistas Mario Cardy y Nico Carballo, y las de Eduardo Armani y Barry Moral.
También como acordeonista integró la orquesta internacional del cubano Isidro Benítez, con la que inició una gira en Santiago de Chile, que continuó por barco hasta Lima (Perú) y después Quito (Ecuador). Desde allí partieron en barco hacia La Habana (Cuba), adonde Gaytán arribó el 15 de abril de 1956, con 26 años de edad.

### Vida en Cuba
Cuando se hizo conocer en La Habana, Eddy Gaytán ya era un músico reconocido que dominaba el acordeón, el órgano eléctrico, el vibráfono y la marimba. Aprendió los secretos de la música cubana con Adolfo Guzmán ―con quien estableció una sólida amistad y colaboración profesional―, Ignacio Piñeiro, Miguel Matamoros y Rosendo Ruiz.
Eddy Gaytán formó un «combo» (agrupación musical de música cubana) con el que actuó en los principales escenarios de la época, como el Johnny’s Dream, Night & Day, el hotel Sevilla, el hotel Habana Hilton, el Hotel Nacional, el hotel Capri y el cabaret Alí Bar.

### Producción musical
Paralelo a estas presentaciones, Eddy Gaytán trabajó como director de orquesta en los estudios de grabación de varias empresas estadounidenses en La Habana, como RCA Víctor, Velvet y Gema. En esta última fungió como director musical, grabando álbumes con artistas como
Fernando Álvarez (1927-2002),
Luis Bravo (1942-2002),
Elena Burke (1928-2002),
Olga Guillot (1923-2010),
Gina León (1937-),
La Lupe (1936-1992) y
Doris de la Torre (1932-2003) y
Orlando Vallejo (1918-1981).
Todos estos discos exitosos consolidaron su fama como compositor, orquestador e instrumentista.
En toda su vida en Cuba grabó 21 álbumes de larga duración y 80 sencillos con diferentes artistas. En la emisora radio Habana Cuba grabó las 300 obras instrumentales más representativas del cancionero popular cubano, latinoamericano e internacional.

### Giras
Eddy Gaytán creó el grupo Ópalos, con el que recorrió buena parte del mundo en giras internacionales por Europa, Asia y Latinoamérica. Su obra como compositor ha tomado vida en documentales de cine, televisión, obras teatrales, revistas musicales como Los romanos eran así, en el cabaret Tropicana.
En los años 1970, Eddy Gaitán visitó Mongolia como miembro de una delegación cultural cubana. Por motivos obviamente personales, el productor, pianista y arreglista quedó muy impresionado. Al regresar a Cuba, Gaytán estaba obsesionado con hacer un disco dedicado a Mongolia. Escogió para ello al grupo Los Llamas.
Eddy Gaytán ya había producido un álbum con Los Llamas para la empresa nacional cubana Areíto, arreglado por el tecladista Eddy Tremble (f. 1994 en Caracas), que presentaba una lograda versión funk de la obra «Siboney», de Ernesto Lecuona, una versión beat del «Regreso del amor», de Miguel Matamoros, y «Mi vecino» (cantado por Velia María Camps), una versión del clásico del pop soviético «Nash Sosed» (‘nuestro vecino’), grabado originalmente en 1967 por Edita Pieja.
El nuevo proyecto de Gaytán no convencía a muchos en la EGREM, hasta que incluyó «Es soledad», una canción latin pop de Juan Almeida.
«La canción de Ulan Bator», compuesta por Gaytán, fungió como sencillo del álbum. Contenía una introducción en idioma mongol.
«Mi caballito marrón» fue el único tema original mongol que consiguió salir en la edición final.

### Músico de la revolución
Tras varias décadas como músico en activo defendiendo la música cubana, participando en festivales y como jurado en concursos internacionales como Sochi, Sopot, etc., responsabilidad la cual compartía con su trabajo en el departamento de música popular del Ministerio de Cultura, nunca dejó la composición y orquestación.
Tras la Revolución cubana (enero de 1959), Eddy Gaytán fue designado director artístico de la nueva empresa discográfica nacional cubana EGREM (Empresa de Grabaciones y Ediciones Musicales), de la cual fue fundador y director musical durante 17 años junto al inolvidable ingeniero de sonido Medardo Montero, que ya en esos momentos fungía como director general de EGREM.

## Otros Eddy Gaytán
Existe un lingüista y traductor llamado Eddy Gaytán, nacido antes de los años 1970.
También hay un cantante latinoamericano llamado Eddy Gaytán, nacido antes de los años 1960.